# Colobanthus acicularis
Colobanthus acicularis är en nejlikväxtart som beskrevs av Joseph Dalton Hooker. Colobanthus acicularis ingår i släktet Colobanthus, och familjen nejlikväxter. Inga underarter finns listade i Catalogue of Life.

## Utbredning
Arten är endemisk för Nya Zeeland.